# Der Tod spielt mit
Der Tod spielt mit ist ein französisches Filmdrama aus dem Jahr 1989 von dem Regisseur Michel Sibra, das zeitlich zwischen der französischen Niederlage bei Vittoria (1813) und der Rückkehr Kaiser Napoleons von der Insel Elba (1815) spielt. Die Dreharbeiten fanden in Issigeac in der Dordogne statt.

## Handlung
Während der Schlacht bei Vitoria versucht eine kleine Abteilung französischer Linieninfanteristen, eine englische Stellung zu erobern. Die Engländer haben sich in einem Gehöft verschanzt und beschießen die vorrückenden Franzosen mit Mörsern. Als die französischen Offiziere während des Feuergefechts zu Tode kommen, bricht unter den Soldaten Panik aus, doch Unteroffizier Francois Lemercier gelingt es, sie weiter gegen den Feind zu führen. Im darauffolgenden Nahkampf sterben alle englischen und französischen Soldaten, nur Lemercier überlebt das Gemetzel. Als er bemerkt, dass ein Trupp Reiter heransprengt, versteckt er sich aus Furcht vor Entdeckung in dem Gehöft. Von dort beobachtet er fünf französische Kavalleristen, die einen schwerverwundeten Kameraden mit sich führen. Leutnant Pierre Cursey von den 6ten Dragonern hat seinen jüngeren Bruder vom Schlachtfeld in Sicherheit gebracht, um dessen Wunden versorgen zu lassen. Doch der ist bereits tot. Als die Soldaten damit beschäftigt sind, den Leichnam mit Steinen zu bedecken, kommt ein französischer Husar herangeritten, der ihnen zuruft, sich in Sicherheit zu bringen, da die Schlacht verloren sei und die Engländer schon ganz in der Nähe seien. Als Lemercier dies hört, nutzt er die sich ihm bietende Gelegenheit und stiehlt die Pferde der abgelenkten Soldaten. Cursey kann ihn noch durch einen Streifschuss verletzen, doch Lemercier gelingt die Flucht. Cursey und seine Männer können nun nicht mehr von den heranstürmenden Feinden fliehen. Die schottischen Einheiten erschießen die einfachen Soldaten auf der Stelle. Nur Cursey und sein Unteroffizier werden, da ihr Rang sie schützt, am Leben gelassen.
Cursey und sein Unteroffizier werden auf einem schwimmenden Gefangenenlager im Ärmelkanal interniert. Im Unterdeck der zu Gefängnissen umgewandelten Schiffe leben sie unter menschenunwürdigen Bedingungen zusammengepfercht mit anderen französischen Kriegsgefangenen. Cursey fragt nun jeden neuankommenden Gefangenen über seine Einheit und Kameraden aus, um in Erfahrung zu bringen, wer der Verräter sein könnte, den er für den Tod seiner Männer zur Rechenschaft ziehen will. Eines Tages wird ein verwundeter Gefangener hereingetragen, der umgehend von einem Mitgefangenen ausgeraubt wird. Cursey schreitet ein und beschützt den Mann. Dieser erzählt Cursey von einem seiner Kameraden, dessen Beschreibungen sich mit dem deckt, was Cursey von dem flüchtigen Lemercier gesehen hatte. In einem kurz darauf ausbrechenden Tumult schießen die englischen Soldaten den vermeintlichen Aufstand nieder. Einer der Verwundeten ist Curseys Unteroffizier, der in seinen Armen stirbt. Einige Zeit später verkündet ein englischer Offizier, dass Kaiser Napoleon abgedankt habe und sie aus der Kriegsgefangenschaft entlassen würden.
Cursey begibt sich nun auf die Suche nach Lemercier. Dieser ist nach dem Krieg in sein Heimatdorf Issigeac in die Dordogne zurückgekehrt, wo er das Schusterhandwerk ausübt. Cursey nimmt im Nachbardorf eine Stelle als Stallknecht auf dem Bauernhof von Étienne Granier an und macht sich mit der Umgebung und den Dorfbewohnern vertraut, wobei er versucht, so viel wie möglich über Lemercier in Erfahrung zu bringen. Lemercier ist ein freundlicher Mann, der von seinen Mitmenschen geschätzt und respektiert wird. Mit großem Ehrgeiz spielt er Soule, das regelmäßig zwischen Issegeac und dem Nachbardorf ausgetragen wird. Lemercier führt eine Beziehung mit der Köchin Marion, die zusammen mit dem Gärtner Gauberlin im Haushalt der Familie von Colonel Valbert arbeitet. Marion ihrerseits kümmert sich um den körperlich und geistig behinderten Sohn von Étienne Granier, sehr zum Missfallen des jüngsten Sohnes, Marie-Joseph Granier, der Marion begehrt, aber von dieser immer wieder abgewiesen wird. In der Sonne von Austerlitz, der Dorfkneipe, die von dem Kriegsveteranen und Bonapartisten Graillat betrieben wird, machen Cursey und Lemercier, während einer Schlägerei mit Royalisten, Bekanntschaft miteinander. Unter dem Vorwand, sich von ihm neue Stiefel machen zu lassen, sucht Cursey Lemercier in seinem Laden auf und versucht ihn, über seine Zeit in Spanien auszufragen. Bei einer anderen Gelegenheit entdeckt er eine vernarbte Wunde an Lemercier, die Cursey ihm durch den Streifschuss versetzt hatte. Cursey weiß nun mit Bestimmtheit, dass es Lemercier war. Lemercier seinerseits ahnt, dass es sich bei Cursey um einen der Dragoner handeln muss, denen er die Pferde gestohlen hatte. Als Marion davon erfährt, versucht sie Cursey umzustimmen. Auch der ranghöhere Colonel Valbert schaltet sich als vermittelnde Instanz ein. Er vertraut Lemercier an, dass Napoleon aus dem Exil zurückkehren werde und es ihnen verboten sei, sich zu duellieren. Am folgenden Sonntag führt Cursey die Spieler des Nachbardorfes gegen Lemerciers Dorf an. Bei der dem Spiel vorausgehenden Predigt ruft der von Marion eingeweihte Pfarrer die Männer nachdrücklich dazu auf, sich auf das fünfte Gebot zu besinnen.
Das Spiel beginnt mit einer heftigen Massenschlägerei, mehrfach wechselt die Soule den Besitzer. Cursey gewinnt am Ende das Spiel und triumphiert über seinen Gegner, indem er die Soule an die Grenze zwischen beiden Dörfern, hinter den Fluss bringt. Lemercier, der seine Niederlage nicht ertragen kann, stürzt sich auf Cursey und beginnt mit ihm zu kämpfen. In diesem Augenblick erscheint Marie-Joseph Granier und attackiert beide Männer mit einem Messer, wobei er ihnen Stichwunden zufügt. Cursey gelingt es, ihm die Waffe aus der Hand zu treten, und schlägt brutal auf ihn ein. Die verzweifelte Marion eilt herbei und zerstört die Soule, während sie die Männer anschreit, endlich aufzuhören. Cursey lässt von Marie-Joseph ab, der besinnungslos im Wasser treibt. Marion nimmt weinend den schwerverletzten Lemercier in ihre Arme und fordert Cursey auf, zu verschwinden. Der hin- und hergerissene Cursey schleppt sich blutend davon.

## Besetzung
| Figur                | Darsteller             | Deutscher Sprecher       |
| -------------------- | ---------------------- | ------------------------ |
| Francois Lemercier   | Richard Bohringer      | Kurt Goldstein           |
| Pierre Cursey        | Christophe Malavoy     | Norbert Langer           |
| Marion               | Marianne Basler        | Katja Nottke             |
| Graillat             | Michel Fortin          | Friedrich Georg Beckhaus |
| Colonel Valbert      | Jean-François Stévenin | Hans-Werner Bussinger    |
| Gauberlin            | Roland Blanche         |                          |
| Marie-Joseph Granier | Éric Marion            |                          |
| Étienne Granier      | Pierre Forget          |                          |

## Rezeption
„Ein Soldat der napoleonischen Armee will an einem Kameraden Rache nehmen, der ihm in einem entscheidenden Moment die Pferde gestohlen hat. Nach dem Krieg spürt er ihn in einem Dorf auf, wo er als allseits beliebter Schuster lebt. Die Handlung läuft auf ein entscheidendes ‚Soule‘-Spiel hinaus, eine Art archaisch-brutales Rugby, als Metapher und Fortsetzung des Krieges. Perfekt inszenierter Debütfilm um einen dank Menschlichkeit zunehmend relativierten Rachefeldzug, ausgestattet mit brillant agierenden Darstellern und einer beeindruckenden Rekonstruktion des historischen Hintergrunds.“

„Michel Sibra, dont c'est le premier long métrage, a brossé une bataille spectaculaire et une chronique attachante. Christophe Malavoy et Richard Bohringer s'affrontent dans des rôles où on ne les attendait pas. Comédiens puissants, ils font un peu d'ombre à leurs partenaires.[…] Symbole plus charmant qu'efficace, La Soule est un film d'hommes et d'action“

1990 war Regisseur Michel Sibra nominiert für den César in der Kategorie Bestes Erstlingswerk und im selben Jahr erhielt der Film den Jurypreis auf dem Festival de la Ciotat.